# Orphnaeus fangaroka
Orphnaeus fangaroka är en mångfotingart som beskrevs av Henri Saussure och Zehntner L. 1902. Orphnaeus fangaroka ingår i släktet Orphnaeus och familjen kamjordkrypare. Inga underarter finns listade i Catalogue of Life.